# Lisa Kruger
Lisa Kruger (Harderwijk, 4 september 2000) is een Nederlands paralympisch zwemster.
Kruger, die na een val in 2006 de groeiaandoening Madelungse deformiteit kreeg waardoor botten in haar linkerarm scheefgroeien, zwemt in de categorieën S10/SB9/SM10. Ze begon met de moderne vijfkamp maar moest stoppen en ging vanaf 2011 zwemmen. Op de Paralympische Zomerspelen 2016 won Kruger een gouden medaille op de 100m schoolslag SB9, in de kwalificatieserie zwom ze al een wereldrecord voor haar klasse.
Bij de Europese kampioenschappen parazwemmen 2018 won Kruger twee gouden en twee zilveren medailles. Bij de wereldkampioenschappen parazwemmen 2019 won ze een gouden, twee zilveren en een bronzen medaille.
Op de Paralympische Zomerspelen 2020 won ze brons op de 100 meter vrije slag, 100 meter rugslag, 200 meter wisselslag  en zilver op de 100 meter schoolslag.
Bij de wereldkampioenschappen van 2022, Madeira,  won Lisa 3 gouden en 2 bronzen medailles.
Op de Paralympische Zomerspelen 2024 won ze brons op de 100 meter schoolslag en de 200 meter wisselslag.

## Wetenswaardigheden
- In haar woonplaats Harderwijk is het plaatselijke wedstrijdbad naar haar vernoemd.[4]
- Kruger werd gedecoreerd als Ridder in de Orde van Oranje Nassau.[5]
- Kruger studeert geneeskunde aan de universiteit van Utrecht.[6]